# Manuel Amado
Juan Manuel Amado Corchado (Brozas, 21 de julio de 1796-Garrovillas, 23 de septiembre de 1846) fue un religioso, teólogo, catedrático, historiador, periodista y escritor español.

## Biografía
Nació en Brozas en 1796, en el seno de una familia humilde. Habiendo fallecido su padre, una tía que era monja se lo llevó consigo a Plasencia, donde, en el convento dominico de San Vicente de Ferrer comenzó a estudiar, con especial hincapié en los idiomas europeos. Saqueado el pueblo por los generales napoleónicos Lefebvre y Ney y clausurado el convento, Amado hubo de regresar a Brozas.
Sus conocimiento de inglés llevó a que el general Erskine lo adoptara como intérprete. Su fama llegó a oídos del duque de Wellington, que lo hizo parte de su Estado Mayor. Lo acompañó en sus campañas, en las que, además de geografía e historia, adquirió nociones de medicina. Concluida la contienda, iba a marchar a las islas británicas a acompañar a Wellington, pero finalmente se retractó y regresó a Brozas con su familia. Acogió nuevamente la fe religiosa y, habiendo adoptado el nombre de fray Manuel Amado del Rosario, se enfrascó en el estudio de la teología.
En 1821 marchó a Valladolid para ingresar en el convento de San Gregorio. De allí fue a Madrid, al convento de Santo Tomás, llamado por Joaquín Briz, que le encomendó la enseñanza de Filosofía y Teología. Su fama llegaría a oídos del papa Gregorio XVI, que le reconoció su trabajo con un premio. Asimismo, acudió en nombre de su país al Congreso Católico de Burdeos de 1831.
Hizo sus pinitos en el periodismo católico, pero estuvo cerca de ser una de las víctimas de la matanza acaecida en Madrid en 1834. Desterrado a Alcántara, fue, tras recibir el indulto, nombrado párroco de Santa María de Baños. Volvió después a Brozas, desde donde trabajó como redactor para el diario El Católico.
Se hallaba en Garrovillas cuando falleció, en 1846.

## Obras
En una vida dedicada al cultivo de la teología y la historia de la religión, escribió las siguientes obras, todas ellas publicadas en Madrid:
- Compendio de las vidas de los santos canonizados y beatificados (1829)
- La Monarquía y la religión triunfante de los sofismas (1829)
- Dios y España, o sea lo que debe España a la Religión Católica (1831)
- Compendio de la Historia de la Iglesia, traducido por Lhomond y aumentado con lo relativo a la Historia de España y en la general hasta el presente año (1849)
- Memorias de las misiones católicas en el Ton-Kin... persecución que ha sufrido la Orden de Santo Domingo, escrita en italiano por el P. A. Guglielmoti (1840)